# Бортники (Киевская область)
Бо́ртники (укр. Бортники) — село, входит в Фастовский район Киевской области Украины.
Население по переписи 2001 года составляло 260 человек. Почтовый индекс — 08544. Телефонный код — 4565. Занимает площадь 2,98 км². Код КОАТУУ — 3224980401.

## Местный совет
08544, Киевская обл., Фастовский р-н, с.Бортники, ул.Незалежности, 65а